# 云南长柄山蚂蝗
云南长柄山蚂蝗（学名：Podocarpium duclouxii）为豆科长柄山蚂蝗属下的一个种。